# Dubuque (Iowa)
Die Stadt Dubuque ([dəˈbjuːk] ⓘ) mit 59.667 Einwohnern (Stand: 2022) und einer Fläche von 71,8 km² ist Verwaltungssitz des Dubuque County im Osten des US-amerikanischen Bundesstaates Iowa.

## Lage
Die Stadt liegt am Westufer des Mississippi an der Grenze der drei Bundesstaaten Iowa, Illinois und Wisconsin in einem Gebiet, das in der Region auch als Tri-State Area bezeichnet wird.
Unmittelbare Nachbarorte sind Key West (7 km südlich), Asbury (8,3 km westnordwestlich), Peosta (21 km südöstlich) und Sageville (7,3 km nordwestlich). Die nächstgelegenen Orte am gegenüberliegenden Mississippiufer sind Fair Play in Wisconsin (10,9 km nordöstlich) und East Dubuque in Illinois (3,1 km südöstlich).
Die nächstgelegenen größeren Städte sind die Quad Cities (115 km südlich), Iowas Hauptstadt Des Moines (330 km südwestlich), Rochester in Minnesota (275 km nordwestlich), Wisconsins Hauptstadt Madison (149 km nordöstlich) und Rockford in Illinois (149 km östlich).

## Geschichte
Dubuque ist die älteste Stadt Iowas und spielte in der frühen Besiedlung des oberen Mittelwesten (Upper Midwest) eine Schlüsselrolle, weshalb sie noch heute den Beinamen „Key City“ trägt.
Der erste nicht-indianische Siedler, der sich dauerhaft am Ort des späteren Dubuque niederließ, war ein Pelzhändler namens Julien Dubuque im Jahr 1785. Bis dahin lebten in der Gegend vornehmlich Indianer vom Stamm der Fox. In den Folgejahren erfuhr Dubuque von Bleivorkommen in der Gegend und begann diese bis zu seinem Tod 1810 abbauen zu lassen. 1833 wurde die Gegend von der US-amerikanischen Regierung zur Besiedlung vorgesehen und 1837 bekam Dubuque unter seinem heutigen Namen Stadtrechte verliehen.
In der Folge zog Dubuque zahlreiche Einwanderer, vornehmlich irischer und deutscher Herkunft, von der Ostküste der USA an. Bergleuten wurde von der Regierung als ersten gestattet, Land westlich des Mississippi in Besitz zu nehmen. Die Einwohner des Ortes lebten noch eine Zeit vornehmlich von Bergbau und Pelzhandel, später erweiterte sich das wirtschaftliche Spektrum in der Stadt unter anderem um Holzfällerei, Bootsbau und Fleischverarbeitung.
Am 4. Juli 1876 geschah in Rockdale nahe Dubuque eine Flutkatastrophe, die sogenannte Rockwell-Flut, bei der 42 Menschen ums Leben kamen.
Trotz eines wirtschaftlichen Einbruchs mit hohen Arbeitslosenzahlen und Abwanderung aus der Stadt in den 1980er Jahren entwickelte sich Dubuque zu einem wirtschaftlichen und gesellschaftlichen Zentrum in der Tri State Area.
1837 wurde in Dubuque ein römisch-katholisches Bistum errichtet, das 1883 zum Erzbistum Dubuque erhoben wurde. Bischofskirche ist die Kathedrale St. Raphael. Seit 1843 ist die Ordensgemeinschaft der Schwestern der Nächstenliebe (BVM) in Dubuque ansässig, die unter anderem die heutige Clarke University gegründet haben.

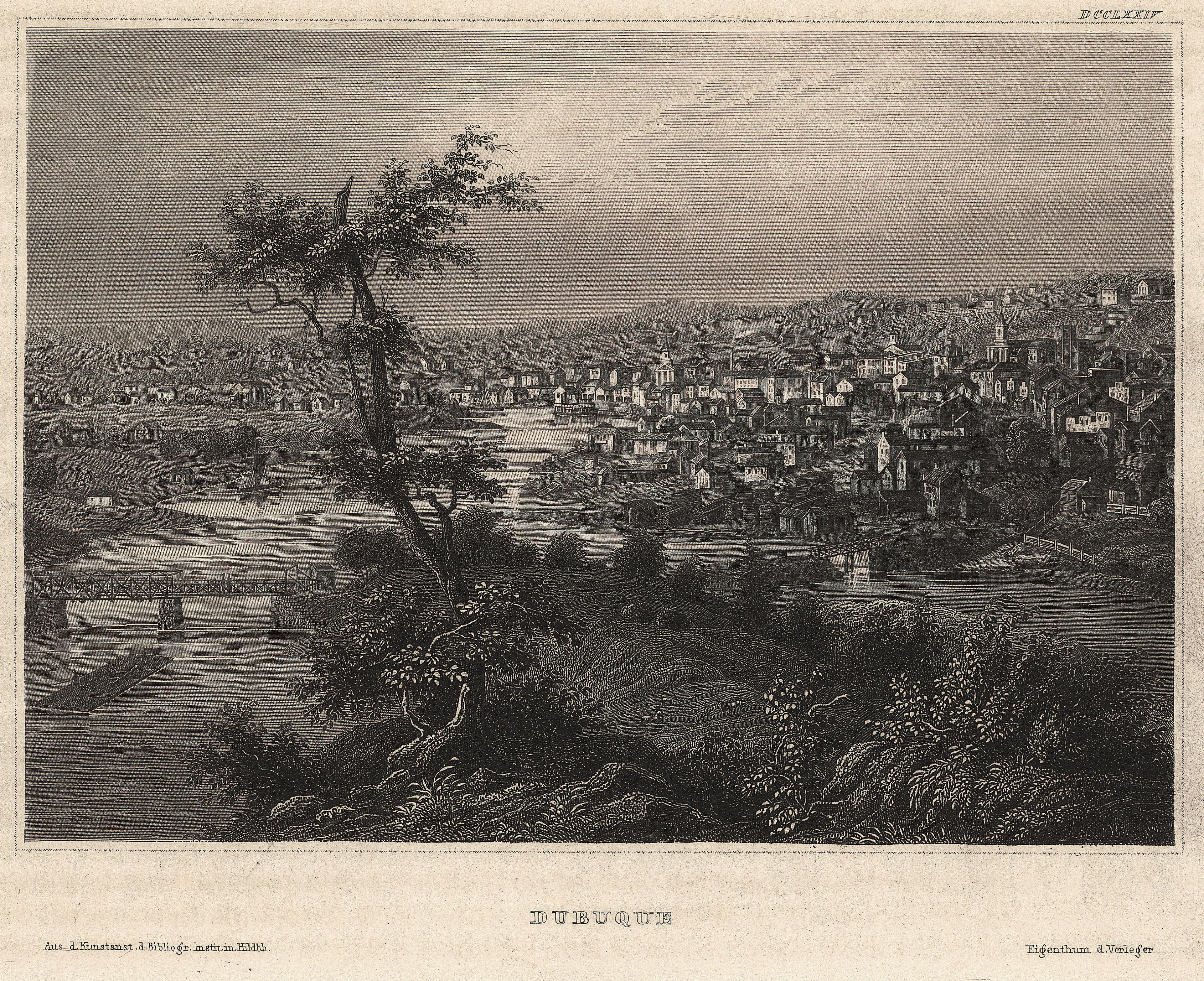
Dubuque, (Stahlstich, 1859)
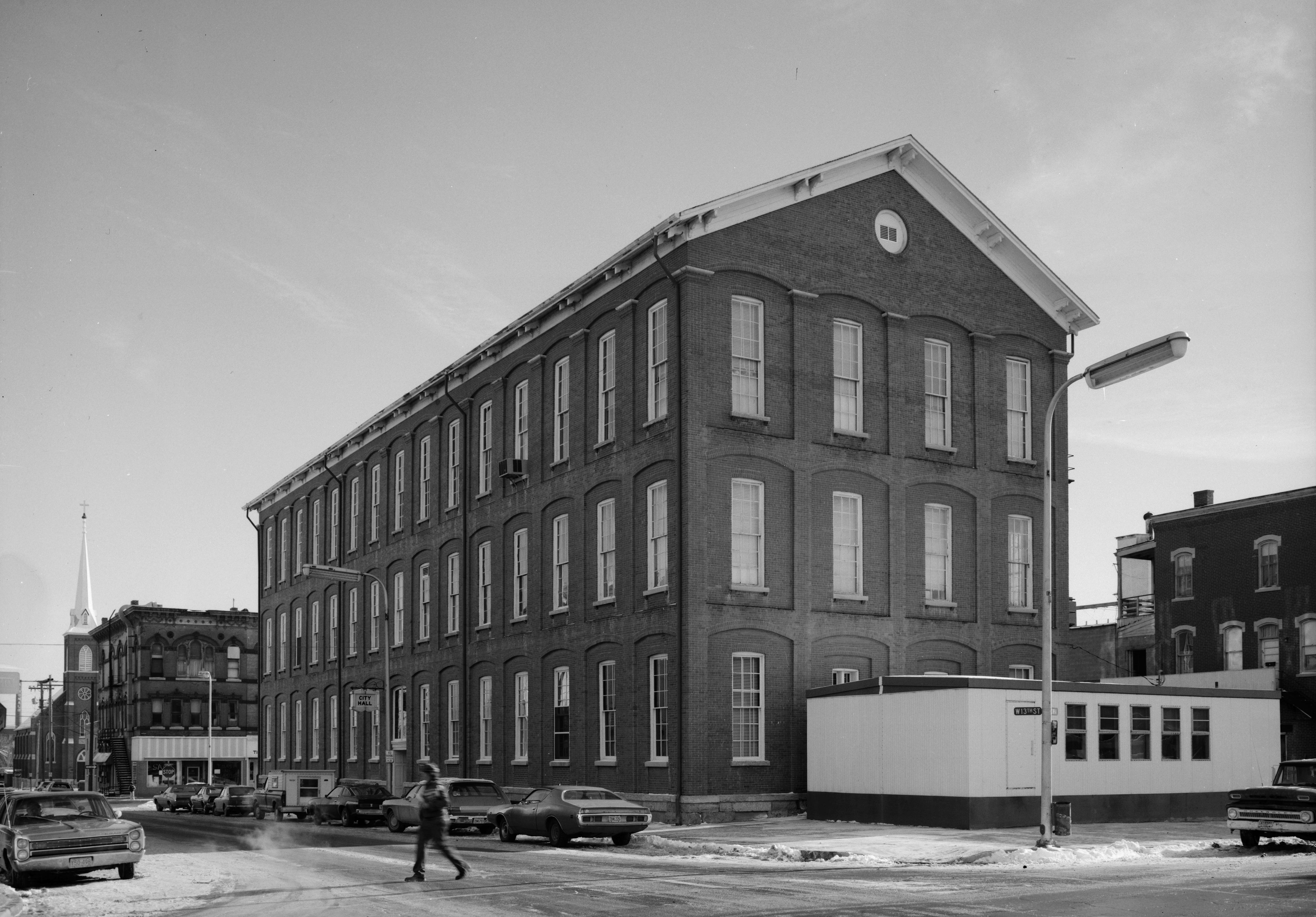
Dubuque City Hall, seit 1972 im NRHP gelistet
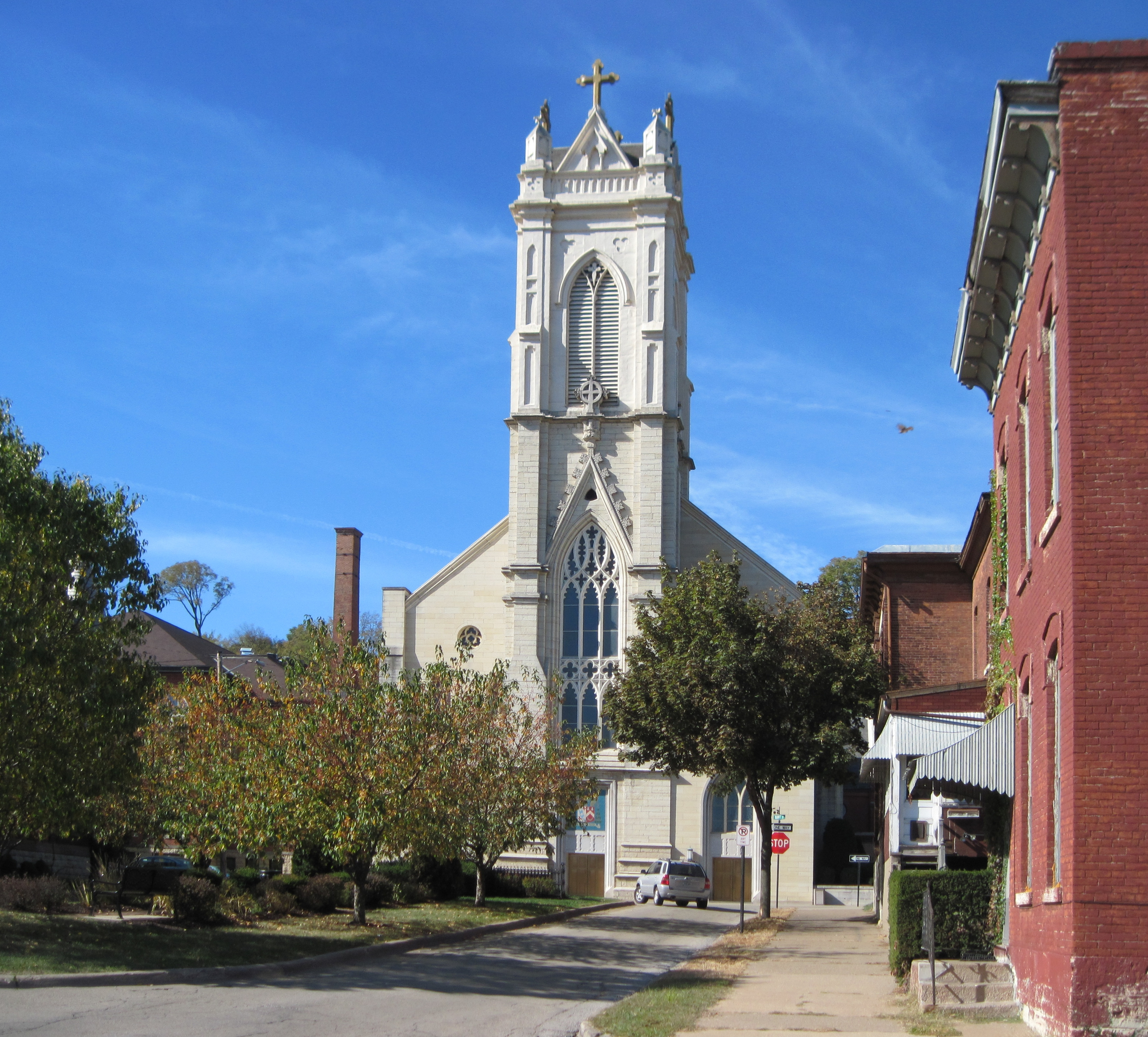
Dubuque, Kathedrale St. Raphael
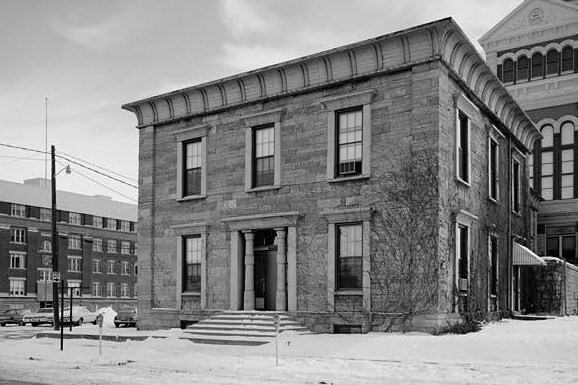
Dubuque County Jail in Dubuque, seit 1972 im NRHP gelistet

## Städtepartnerschaften
Partnerstädte von Dubuque sind seit den 1990er Jahren Handan in der Volksrepublik China und Pjatigorsk in Russland. Seit 2011 ist auch Dornbirn im österreichischen Vorarlberg Partnerstadt.

## Verkehr

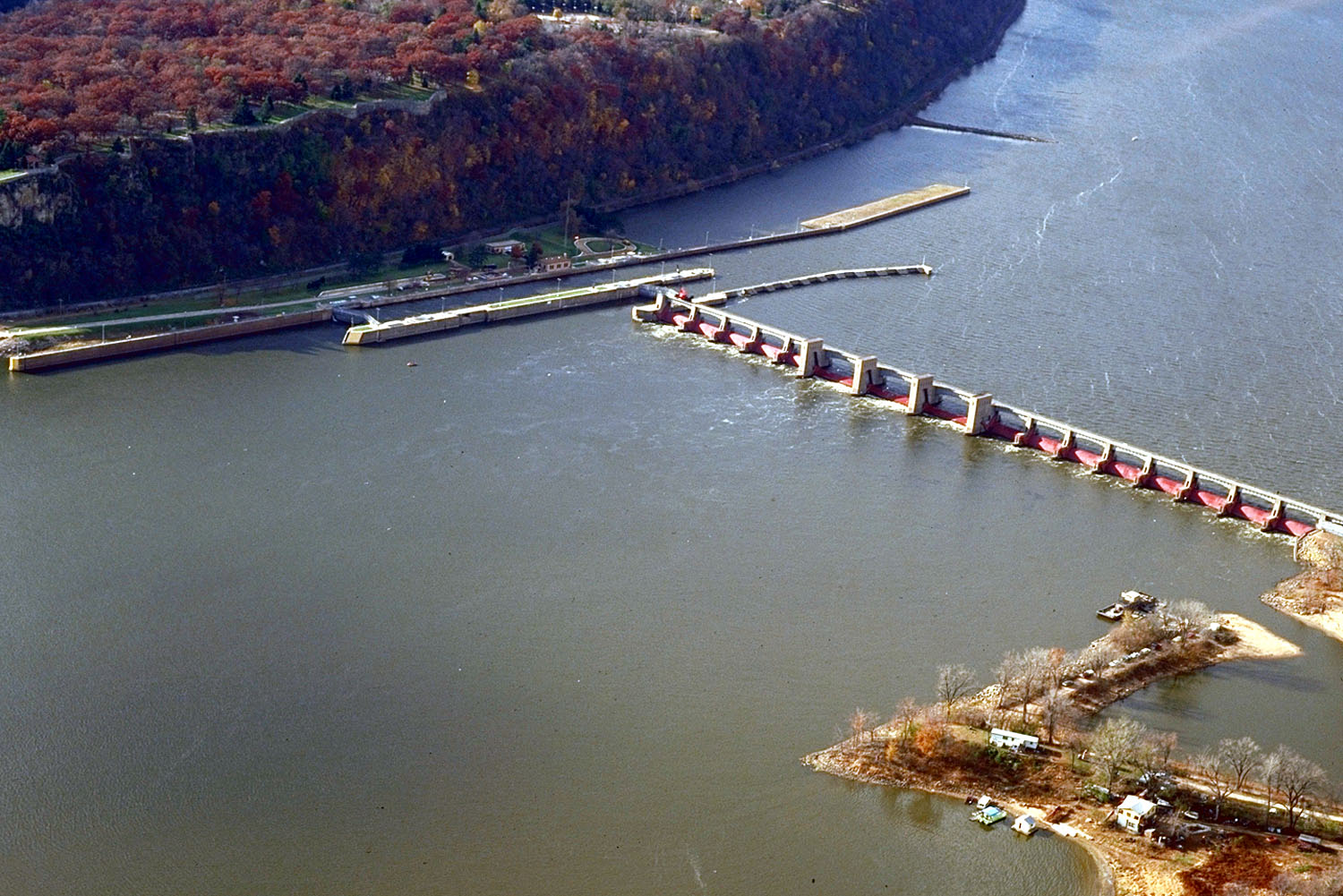
Lock and dam No. 11 mit Blick auf das Wisconsin-Ufer, seit 2004 im NRHP gelistet

Der älteste Verkehrsweg ist der Mississippi, auf dem auch heute ein wichtiger Teil der Warenströme durch das Zentrum der USA transportiert wird. Der Fluss wird für große Binnenschiffe durch Stauwerke schiffbar gehalten, von denen sich mit Lock and Dam No. 11 eines am Ufer des Eagle Point Park im Stadtgebiet von Dubuque befindet.

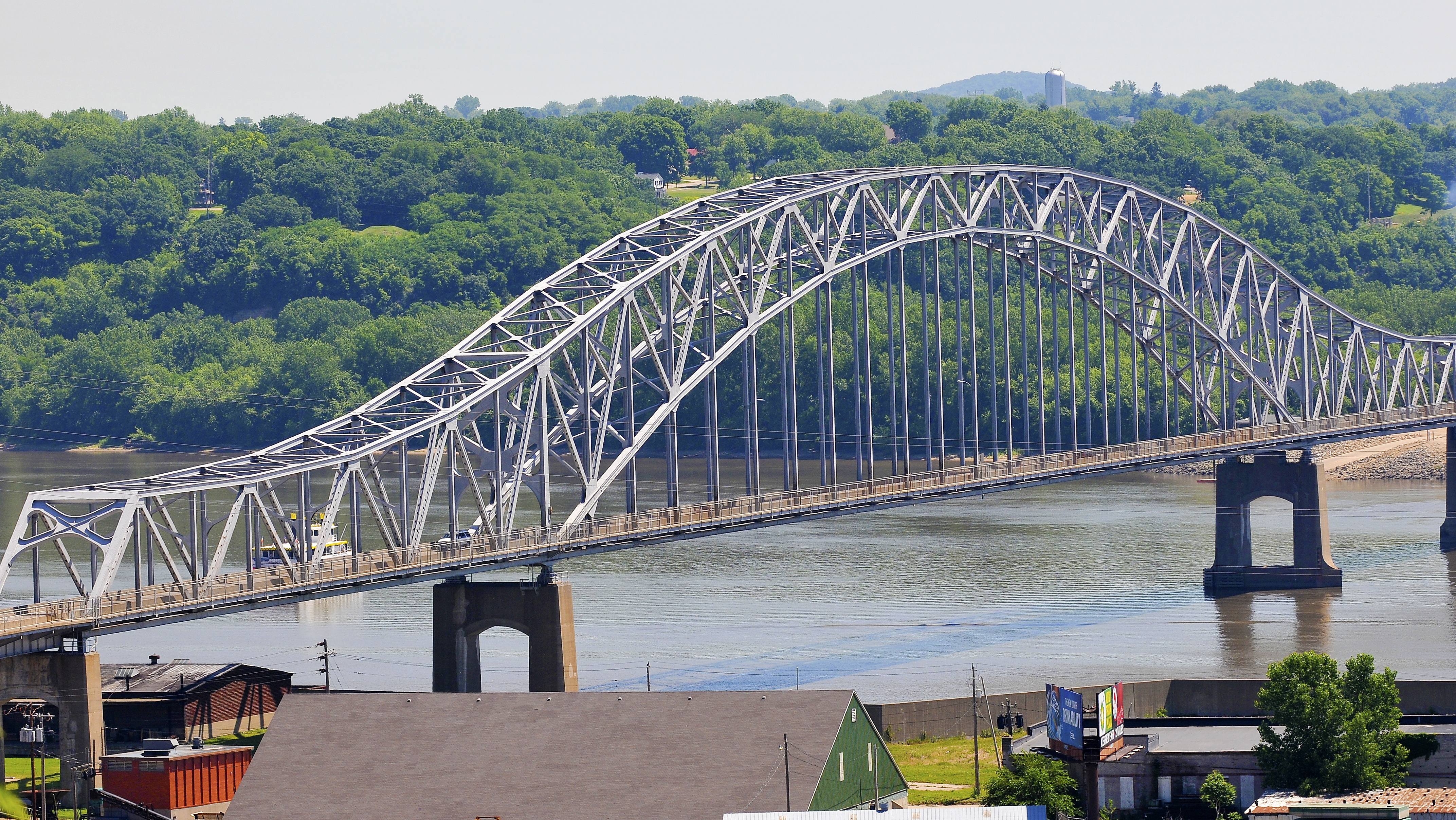
Julien Dubuque Bridge von Dubuque nach Illinois, seit 1999 im NRHP gelistet

Durch Dubuque verläuft parallel zum Mississippi der den Iowa-Abschnitt der Great River Road bildende U.S. Highway 52. Im Stadtzentrum trifft dieser auf die U.S. Highways 20 und 61 sowie den zum Freeway ausgebauten U.S. Highway 151. Der Highway 20 führt über die Julien Dubuque Bridge nach Illinois, die Highways 61 und 151 führen gemeinsam über die Dubuque - Wisconsin Bridge nach Wisconsin.
Durch Dubuque verläuft am Westufer des Mississippi eine Bahnlinie der Canadian Pacific Railway. Im Zentrum der Stadt kreuzt diese eine Strecke der Canadian National Railway, die von Westen kommend die eingleisige Dubuque Rail Bridge in Richtung Illinois überquert.
13,8 km südlich der Stadt befindet sich der Dubuque Regional Airport, über den die Stadt und die Region mit Zubringerflügen nach Chicago O’Hare Anschluss an das nationale und internationale Luftverkehrsnetz hat.

## Hochschulen
- Loras College (katholisch)
- Clarke University (katholisch)
- Northeast Iowa Community College
- Wartburg Theological Seminary

## Demografische Daten
Nach der Volkszählung im Jahr 2010 lebten in Dubuque 57.637 Menschen in 23.623 Haushalten. Die Bevölkerungsdichte betrug 840,2 Einwohner pro Quadratkilometer.
Ethnisch betrachtet setzte sich die Bevölkerung zusammen aus 91,7 Prozent Weißen, 4,0 Prozent Afroamerikanern, 0,3 Prozent amerikanischen Ureinwohnern, 1,1 Prozent Asiaten sowie aus anderen ethnischen Gruppen; 1,8 Prozent stammten von zwei oder mehr Ethnien ab. Unabhängig von der ethnischen Zugehörigkeit waren 2,4 Prozent der Bevölkerung spanischer oder lateinamerikanischer Abstammung.
In den 23.623 Haushalten lebten statistisch je 2,24 Personen.
21,4 Prozent der Bevölkerung waren unter 18 Jahre alt, 62,1 Prozent waren zwischen 18 und 64 und 16,5 Prozent waren 65 Jahre oder älter. 51,6 Prozent der Bevölkerung war weiblich.
Das jährliche Durchschnittseinkommen eines Haushalts lag bei 42.788 USD. Das Prokopfeinkommen betrug 23.527 USD. 11,7 Prozent der Einwohner lebten unterhalb der Armutsgrenze.

## Persönlichkeiten

### Söhne und Töchter der Stadt
- Kayla Banwarth (* 1989), Volleyballspielerin und -trainerin
- Carol Barnett (* 1949), Komponistin und Flötistin
- Lansing Hoskins Beach (1860–1945), Generalmajor der United States Army
- Jay Berwanger (1914–2002), erster Gewinner der Heisman Trophy
- Richard Pike Bissell (1913–1977), Schriftsteller
- Rodney Leland Blum (* 1955), Politiker, Abgeordneter Iowas im US-Repräsentantenhaus
- Jeff Brown (* 1966), Tennisspieler
- LeRoy E. Cain (* 1964), NASA-Ingenieur
- Sabin Carr (1904–1983), Stabhochspringer
- Tom Churchill (* 1961), Fernseh- und Radio-Meteorologe (ABC, NBC)
- Maurice Connolly (1877–1921), Abgeordneter Iowas im US-Repräsentantenhaus
- Carl DeMaio (* 1974), Politiker
- Donald Ryder Dickey (1887–1932), Ornithologe, Spezialist der Zoologie der US-Pazifikküste und Naturfotograf
- David Drake (1945–2023), Science-Fiction- und Fantasy-Autor
- Justin Albert Driscoll (1920–1984), Bischof von Fargo
- Abby Finkenauer (* 1988), Politikerin, Abgeordnete Iowas im US-Repräsentantenhaus
- Luke Flynn (* 1988), Komponist
- Thomas Gifford (1937–2000), Schriftsteller
- John Graas (1924–1962), Jazz-Waldhornist, Arrangeur und Komponist
- James H. Hawley (1847–1929), Gouverneur von Idaho
- Fred Kaltenbach (1895–1945), Lehrer und Propagandist
- Steve Klink (* 1977), Jazzpianist
- Dan Koppen (* 1979), Offensive Lineman der New England Patriots
- Anna Lore (* 1993), Schauspielerin
- Margaret Lindsay (1910–1981), Schauspielerin
- Kate Mulgrew (* 1955), Schauspielerin des US-Fernsehens (Star Trek: Voyager)
- Richard L. Murphy (1875–1936), Abgeordneter Iowas im US-Senat
- Tucker Poolman (* 1993), Eishockeyspieler
- Louie Psihoyos (* 1957), Fotograf, Regisseur von Dokumentarfilmen und Oscarpreisträger
- David Rabe (* 1940), Schriftsteller, Dramatiker und Drehbuchautor
- Armin Rhomberg (1901–1985), österreichischer Politiker (ÖVP)
- Kevin Rhomberg (* 1955), Baseball-Profi
- Alexander Rummler (1867–1959), Maler
- Norman Shetler (1931–2024), Pianist, Puppenspieler und Hochschullehrer
- Alexander Simplot (1837–1914), Maler und Zeichner
- John Simplot (1909–2008), Unternehmer der Lebensmittelindustrie
- Mark Steines (* 1964), Fernsehjournalist (Entertainment Tonight)
- Jessie Taft (1882–1960), Soziologin und Sozialarbeiterin
- Tom Tauke (* 1950), Politiker
- Sara Taylor (* 1974), frühere Deputy Assistant to the President and Director of Political Affairs von George W. Bush
- Loras Joseph Watters (1915–2009), römisch-katholischen Geistlicher und Bischof von Winona
- James A. Westphal (1930–2004), Astronom, Geologe und Erfinder
- Joseph Clement Willging (1884–1959), Bischof von Pueblo

### Persönlichkeiten, die örtliche Colleges besuchten
- Don Ameche (1908–1993), Schauspieler
- Moritz Bräuninger (1836–1860), Missionar und Märtyrer, Wartburg Theological Seminary
- Tony Danza (* 1951), Schauspieler
- Red Faber (1888–1976), Major-League-Baseballspieler, in Hall of Fame
- George O’Leary (* 1946), Footballtrainer
- John Joseph Paul (1918–2006), katholischer Bischof der Diözese La Crosse
- Adam Rapp (* 1968), Autor
- Raymond Roseliep (1917–1983), Haiku-Schreiber, Loras College

### Weitere Personen mit Bezug zu Dubuque
- Edward Albee (1928–2016), Schriftsteller The Lady from Dubuque (‚Die Frau aus Dubuque‘)
- William B. Allison (1829–1908), Politiker, US-Senator
- Leo Binz (1900–1979), Erzbischof der Erzdiözese of Dubuque
- Alfred von Görtz-Wrisberg (1814–1868), deutscher Offizier und Politiker, 1848er Revolutionär und Emigrant (Forty-Eighter)
- Wilhelm Hoffbauer (1812–1892), deutscher Arzt und politischer Emigrant
- David B. Henderson (1840–1906), Mitglied des US-Repräsentantenhauses
- Mary Kenneth Keller (1913–1985), katholische Nonne, die an der Entwicklung der Programmiersprache BASIC mitwirkte und höchstwahrscheinlich als erste Frau in den USA einen Doktortitel in Informatik erworben hat
- Elmer Layden (1903–1973), einer der Four Horsemen of Notre Dame und später Commissioner der NFL
- Paul Leo (1893–1958), deutscher Emigrant, Professor für Neues Testament am Wartburg Theological Seminary
- Oran Pape (1904–1936), American-Football-Spieler, Polizist
- Johnny Orr (1927–2013), Basketballtrainer an Iowa State University und University of Michigan, Lehrer am Dubuque Senior High in den 1950er Jahren
- Norman Shetler, geb. 1931, Pianist und Liedbegleiter